# Policy Network
Policy Network (Політична мережа) — міжнародний прогресивний аналітичний центр, який працює в Лондоні. Президент Політичної мережі — колишній перший державний секретар Сполучених Штатів та комісар з торгівлі ЄС Лорд Мендельсон; Голова Лорд Лідлав, колишній Спеціальний радник Президента Європейської Комісії Жозе Мануїл.

## Загальна інформація
Policy Network спрямована на популяризацію стратегічного мислення щодо прогресивного вирішення завдань XXI століття та майбутнього соціал-демократії. Центр організовує дебати та проводить дослідження щодо політичних проблем.
Робота Policy Network з політичних питань була представлена в ЗМІ, таких як The Economist, The Financial Times, BBC, The Guardian, The Telegraph, Le Monde, Die Zeit, Chicago Tribune та The Huffington Post.
Policy Network описує прозорість фінансових коштів на своєму вебсайті, але не показує, скільки грошей надав кожний фонд. Згідно з вебсайтом: "У 2016 році Policy Network отримала основне фінансування від лорда Сайнсбурі з Турвіля. Крім того, підтримка конкретних проектів була отримана від фонду Барроу Кедбері, Європейської комісії, Фонду Фрідріха Еберта (FES), RSPB, Nissan Europe; Aberdeen Asset Management; Фонд Бертельсмана та Фонд європейських прогресивних досліджень (FEPS). Спонсорство заходу було також отримано від E! Sharp, Greenberg Quinlan Rosner Research, TechUK, Deutsche Börse та Gatsby.

## Вебсайт
Вебсайт Policy Network розміщує огляд Policy Network, форум для ідей та політичних дебатів. В обсерваторії «Policy Network» також розміщується щомісячний інформаційний бюлетень «Держава ліворуч», в якому містяться інсайдерські аналізи політичного клімату в ряді країн світу. В 2010 році Policy Network розпочала роботу з моніторингу громадської думки, яка відслідковує судички соціал-демократичних партій Європи на перехресних порівняльних засадах. Багато статей про Обсерваторію Policy Network були перевидані новими державниками та The Guardian, а деякі також переведені на французьку мову в Toute L'Europe та іспанську на Agenda Pública та пропаговані партнерськими організаціями Network Policy Network в Бельгії, Нідерландах, Франції, Німеччині, Швеції, Іспанії та Італії. Значні особи, які зробили замовлені статті для обсерваторії мережі політики: Енріко Летта, Лодвейк Ассер, Томас Пікетті, Джейсон Фурман, сер Юліан Прістлі, Ендрю Дафф, Річард Корбетт, Андрес Веласко, Лоуренс Саммерс, Девід Хельд, Лорд Мандельсон, Паскаль Ламі, Джейкоб Хакер, лорд Гідденс, Майкл Лінд, Колін Крауч, Елейн Берн, Джон Кей, Ендрю Гембл, сер Пол Кольєр, Джеймс К. Гальбрейт та Маріана Мадзукато.
Поточні робочі програми
В умовах глобалізації та європейської інтеграції різниця між національними та міжнародними проблемами стає дедалі більш розмитою. Розуміння відносин між вітчизняними та міжнародними установами повідомляє роботу мережі політики в трьох напрямках:
- Відродження соціал-демократії
- Економічні та соціальні моделі Європи
- Політика багаторівневого управління та інституційної реформи

Конкретні теми включають: стан соціального забезпечення та реформування ринку праці, глобалізація, Європейський Союз, економічне управління, промислова політика, зміна клімату та енергетика, міграція та інтеграція.
Поточні або недавні проекти включають реформу економіки та державної служби; міграція, інтеграція та політична довіра; і майбутнє постфінансової кризи глобальної економіки.
Прогресивна мережа управління
Світові лідери, які беруть участь у конференції «Прогресивне врядування 2009» у Чилі
Мережа прогресивного урядування, для якої Policy Network є секретаріатом, об'єднує прогресивних глав держав, урядових міністрів, політиків та інтелектуалів з усього світу для вирішення проблем глобалізації. Одна з цілей Policy Network полягає в посиленні співпраці та зв'язків між ключовими прогресивними політиками та вченими, а також для забезпечення місця для проведення обміну конкретними політиками та практикою. Прогресивна мережа управління була започаткована в 1999 році президентом США Б. Клінтоном, прем'єр-міністром Сполученого Королівства Тоні Блером, канцлером Німеччини Герхардом Шредером, прем'єр-міністром Нідерландів Вімом Коком та прем'єр-міністром Італії Массімо Д'Алемою.
З часу свого утворення в 1999 році в Чилі, Сполученому Королівстві, Сполучених Штатах, Південній Африці, Німеччині, Норвегії та Швеції пройшли конференції про прогресивне врядування. Ці конференції часто приймали нинішні глави держав, у тому числі; Президент Чилі Мішель Бачелет 2009 року; Прем'єр-міністр Великої Британії Гордон Браун 2010 року; Прем'єр-міністр Норвегії Йенс Столтенберг в 2011 році та ірландський Тяніст Еймон Гілмор 2012 року. Учасники включали президенти Бразилії Фернандо Енріке Кардоса.

## Публікації
- Renaud Thillaye, Can the EU spend better?, 2016
- Florian Ranft, Martin Adler, Patrick Diamond, Eugenia Guerrero, and Matthew Laza, Freeing the Road, 2016
- Lucia Quaglia and Waltraud Schelkle, EU economic governance after Brexit, 2016
- Andrew Duff, After Brexit, 2016
- Renaud Thillaye, Can the EU spend more green?, 2016
- Matthias Machnig and Oliver Schmolke, Distributing the Future, 2016
- Jonathan Ashworth, Sunny Ways: Learning from Success and Failure in Canada, 2016
- Helen Thompson and Leila Simona Talani, The impact of Brexit on the City and the British economic model, 2016
- Florian Ranft, Aiming High, 2016
- Frans Timmermans, Community: Discovering Ties That Bind, 2016
- Jake Summer, Building for Generation Rent, 2016
- Daniel Sage, Young people at risk: Challenges and policy options for the UK, 2016
- Greg McClymont and Andy Tarrant, Towards a New Pensions Settlement, 2016
- Andrew Duff, Britain's special status in Europe, 2016
- Roger Liddle, Baron Liddle, The Risk of Brexit, 2015
- Pat McFadden and Andy Tarrant, What would 'out' look like?, 2015
- Claudia Chwalisz and Patrick Diamond, The Predistribution Agenda, 2015
- Britain's EU renegotiation: the view from our partners, 2015
- Patrick Diamond and Giles Radice, Can Labour Win?, 2015
- Sofia Vasilopoulou, Mixed feelings: Britain's conflicted attitudes to the EU before the referendum, 2015
- Liddle, Roger (2014). The Europe Dilemma: Britain and the Drama of EU Integration. I.B.Tauris. ISBN 9781780762234.
- Damian Chalmers, «Democratic Self-Government in Europe», 2013
- «Immigration, Work and Welfare», Elena Jurado, Grete Brochmann, and Jon Erik Dølvik (eds), 2013
- Stephen Hockman, «Legislating for Responsible Capitalism», 2012
- On Growth, Larry Summers, 2012
- Rebalancing What?, Mariana Mazzucato, 2012
- Jacob Hacker, «The Institutional Foundations of Middle Class Democracy», 2011
- Colin Crouch, «Is There a Liberalism Beyond Social Democracy?», 2011
- Graeme Cooke, Adam Lent, Anthony Painter, and Hopi Sen, «In the Black Labour: Why Fiscal Conservatism and Social Justice Go Hand-in-hand», 2011
- Alfredo Cabral and Priya Shankar, «Brazil Rising: The Prospects of an Emerging Power», 2011
- Patrick Diamond and Giles Radice, «Southern Discomfort Again», 2010
- Lauren M. McLaren, «Cause for Concern? The Impact of Immigration on Political Trust», 2010
- Priya Shankar, «Old Player, New Role? India in a Multi-polar World», 2010
- David Hetherington and Tim Soutphommasane, «What's the Story? Nation-building Narratives in Australian Climate Politics», 2010
- David Held and Angus Fane Hervey, «Democracy, climate change and global governance», 2009
- Giddens, Anthony (2009). Politics of Climate Change. Cambridge, UK: Polity. ISBN 9780745646923.